# Yeongin-myeon
Yeongin-myeon (koreanska: 영인면) är en socken i den centrala delen av Sydkorea, 80 km söder om huvudstaden Seoul.  Den ligger i kommunen Asan i provinsen Södra Chungcheong.